# Argentinas Grand Prix
Argentinas Grand Prix var en deltävling i formel 1-VM som kördes på Autódromo Oscar Alfredo Gálvez i Buenos Aires i Argentina. Loppet kördes årligen mellan 1953 och 1998 med undantag för åren 1959, 1961-1970, 1976 och 1982-1994. Det Grand Prix som genomfördes 1971 kördes utanför formel 1-VM och tillät utöver F1-bilar även Formel 5000- och amerikanska Formel A-bilar att delta, detta för att utöka startfältet.

## Vinnare Argentinas Grand Prix
Ljusröd bakgrund betyder att loppet inte ingick i Formel 1-VM.
| År          | Bana         | Förare                         | Konstruktör      |           |
| ----------- | ------------ | ------------------------------ | ---------------- | --------- |
| 1998        | Buenos Aires | Michael Schumacher             | Ferrari          |           |
| 1997        | Buenos Aires | Jacques Villeneuve             | Williams-Renault |           |
| 1996        | Buenos Aires | Damon Hill                     | Williams-Renault |           |
| 1995        | Buenos Aires | Damon Hill                     | Williams-Renault |           |
| 1994 – 1982 | Kördes ej    | Kördes ej                      | Kördes ej        | Kördes ej |
| 1981        | Buenos Aires | Nelson Piquet                  | Brabham-Ford     |           |
| 1980        | Buenos Aires | Alan Jones                     | Williams-Ford    |           |
| 1979        | Buenos Aires | Jacques Laffite                | Ligier-Ford      |           |
| 1978        | Buenos Aires | Mario Andretti                 | Lotus-Ford       |           |
| 1977        | Buenos Aires | Jody Scheckter                 | Wolf-Ford        |           |
| 1976        | Kördes ej    | Kördes ej                      | Kördes ej        | Kördes ej |
| 1975        | Buenos Aires | Emerson Fittipaldi             | McLaren-Ford     |           |
| 1974        | Buenos Aires | Denny Hulme                    | McLaren-Ford     |           |
| 1973        | Buenos Aires | Emerson Fittipaldi             | Lotus-Ford       |           |
| 1972        | Buenos Aires | Jackie Stewart                 | Tyrrell-Ford     |           |
| 1971        | Buenos Aires | Chris Amon                     | Matra            |           |
| 1970 – 1961 | Kördes ej    | Kördes ej                      | Kördes ej        | Kördes ej |
| 1960        | Buenos Aires | Bruce McLaren                  | Cooper-Climax    |           |
| 1959        | Kördes ej    | Kördes ej                      | Kördes ej        | Kördes ej |
| 1958        | Buenos Aires | Stirling Moss                  | Cooper-Climax    |           |
| 1957        | Buenos Aires | Juan Manuel Fangio             | Maserati         |           |
| 1956        | Buenos Aires | Juan Manuel Fangio Luigi Musso | Ferrari          |           |
| 1955        | Buenos Aires | Juan Manuel Fangio             | Mercedes         |           |
| 1954        | Buenos Aires | Juan Manuel Fangio             | Maserati         |           |
| 1953        | Buenos Aires | Alberto Ascari                 | Ferrari          |           |